# 金浦消防署
金浦消防署（キムポしょうぼうしょ）は京畿道消防災難本部所属の消防署である。

## 管轄区域
- 金浦市

## 沿革
- 1999年6月9日 - 富川消防署から分離して開設。

## 119安全センター
| 119安全センター     | 住所                             | 管轄区域                         |
| ------------------- | -------------------------------- | -------------------------------- |
| 中央119安全センター | 金浦市カマム路111                | 金浦市のうち豊舞洞を除く洞地域   |
| 通津119安全センター | 金浦市通津邑金浦大路2250         | 金浦市のうち通津邑、大串面の一部 |
| 陽村119安全センター | 金浦市陽村面陽谷1路85            | 金浦市のうち陽村面、大串面の一部 |
| 高村119安全センター | 金浦市高村邑銀杏永思亭路31       | 金浦市のうち高村邑、豊舞洞       |
| 霞城119安全センター | 金浦市霞城面霞城路31             | 金浦市のうち霞城面、月串面       |
| 水難救助隊          | 金浦市高村邑アラ6路152番ギル56-1 |                                  |